# Lisalla Montenegro
Lisalla Montenegro (Goiás, 5 de septiembre de 1988) es una modelo brasileña

Montenegro nació y se crio en Goiás.
En 2010, Montenegro firmó con la marca de maquillaje Maybelline New York.
Está casada con el pitcher de Los Angeles Angels of Anaheim C.J. Wilson.